# Ӥ
Ӥ, ӥ – litera rozszerzonej cyrylicy. Wykorzystywana jest w języku udmurckim, w którym oznacza dźwięk [i], czyli samogłoskę przymkniętą przednią niezaokrągloną.

## Kodowanie
| Znak                   | Ӥ                                        | Ӥ                                        | ӥ                                      | ӥ                                      |
| ---------------------- | ---------------------------------------- | ---------------------------------------- | -------------------------------------- | -------------------------------------- |
| Nazwa w Unikodzie      | CYRILLIC CAPITAL LETTER I WITH DIAERESIS | CYRILLIC CAPITAL LETTER I WITH DIAERESIS | CYRILLIC SMALL LETTER I WITH DIAERESIS | CYRILLIC SMALL LETTER I WITH DIAERESIS |
| Kodowanie              | dziesiątkowo                             | szesnastkowo                             | dziesiątkowo                           | szesnastkowo                           |
| Unicode                | 1252                                     | U+04E4                                   | 1253                                   | U+04E5                                 |
| UTF-8                  | 211 164                                  | d3 a4                                    | 211 165                                | d3 a5                                  |
| Odwołania znakowe SGML | &#1252;                                  | &#x04E4;                                 | &#1253;                                | &#x04E5;                               |